# Atalacmea fragilis
Atalacmea fragilis är en snäckart som först beskrevs av G.B. Sowerby I 1823.  Atalacmea fragilis ingår i släktet Atalacmea och familjen Lottiidae. Inga underarter finns listade i Catalogue of Life.